# Carl Gottfried Bastineller
Carl Gottfried Bastineller, seit November 1763 Carl Gottfried von Bastineller (* 27. Januar 1703 in Halle; † 4. oder 5. Mai 1769 in Berlin) war ein preußischer Geheimer Kriegs- und Domänenrat.

## Leben

### Familie
Carl Gottfried Bastinellers Vorfahren stammten ursprünglich aus dem damals zu Schweiz gehörenden Plurs.
Er war der Sohn des Hallenser Oberbürgermeisters und Pfänners Andreas Bastineller (* 11. März 1650 in Halle; † 20. März 1724) und dessen Ehefrau Barbara Dorothea (* 1663; † 12. September 1721), der Tochter des Doktors und sachsen-weissenfelsischen Vizekanzlers und Inspektors des Gymnasiums (siehe Goethegymnasium Weißenfels) in Weißenfels Adam Samuel Freystein (1628–1682); er hatte dreizehn Geschwister: 
- Dorothee Sophie Bastineller, im ersten Lebensjahr verstorben;
- Johann Friedrich Bastineller (* 6. Juli 1682; 1754 in Leipzig), Bürgermeister in Leipzig;
- Elisabeth Charlotte Bastineller (* 24. November 1684; † 24. Juni 1726), verheiratet mit dem Juristen Christian Otto Mylius (1678–1760)[6];
- Johann Andreas Bastineller (* 30. Mai 1687; † unbekannt), Rentmeister in Merseburg;
- Gebhard Christian Bastineller, Rechtswissenschaftler;
- Johanna Sophie Bastineller (* 14. August 1692; † unbekannt), verheiratet mit Andreas Friedrich von Pawlowsky (1713–1773), Landrat, Geheimrat und Generalauditor;
- Katharina Salome Bastineller (* 30. November 1693; † 6. Januar 1746), verheiratet mit Johann Gottlieb Alberti, sächsisch-weimarischer Hof- und Kammergerichtsrat, der den späteren Juristen Heinrich Gottlieb Francke erzog;
- Christiane Rosine Bastineller (* 4. Juni 1696; † unbekannt); verheiratet, nach dem Tod ihrer Schwester, mit ihrem Schwager Christian Otto Mylius;
- Johann August Bastineller (* 6. Oktober 1697; 13. Februar 1743), Geistlicher;
- Marie Louise Bastineller (* 10. August 1705; † unbekannt), verheiratet mit dem preußischen Stallmeister von Eckart aus Berlin;
- Christiane Magdalene Bastineller, im Kindesalter verstorben;
- Heinrich Gottlieb Bastineller, im Kindesalter verstorben

### Werdegang
Zur schulischen Ausbildung von Carl Gottfried Bastineller lagen keine Hinweise vor. Er immatrikulierte sich am 21. August 1719 an der Universität Wittenberg zu einem Studium der Rechtswissenschaften und setzte das Studium am 15. Februar 1721 als Philosophiestudent an der Universität Halle fort.
Nach Beendigung des Studiums begann er als Kriegsrat am 13. September 1723 bei der Preußischen Oberrechenkammer (siehe Rechnungshof des Deutschen Reiches) in Berlin, die unmittelbar dem König von Preußen unterstand. Im September 1726 wurde er zunächst zum Rechnungsrat und später zum Oberrechnungsrat ernannt; 1749 wurde er Direktor des Königlichen Lagerhauses.
Im April 1751 wurde er Mitglied der Kommission zur Untersuchung des Breslauer Depositenwesens und wirkte gemeinsam mit dem Präsidenten Philipp Joseph von Jariges und dem Geheimen Tribunalrat Johann Friedrich Loeper (1705–1760).
Er wurde im Juni 1768 zum Geheimen Oberrechnungsrat ernannt und starb als Geheimer Kriegs- und Domänenrat; sein Nachfolger als Oberrechnungsrat wurde Hofrat Johann Daniel Philipp Koppen (1720–1779).

## Ehrungen und Auszeichnungen
Im November 1763 erhielt Carl Gottfried Bastineller den Reichsadel, der im Oktober 1764 von König Friedrich II. anerkannt wurde.